# Sue Barker
Susan »Sue« Barker, angleška tenisačica in športna novinarka, * 19. april 1956, Bournemouth, Dorset, Anglija.
Sue Barker je nekdanja številka tri na ženski teniški lestvici in zmagovalka enega turnirja za Grand Slam. Osvojila je turnir za Odprto prvenstvo Francije leta 1976, ko je v finalu premagala Renáto Tomanovó v treh nizih. Na turnirjih za Odprto prvenstvo Anglije se ji je najdlje uspelo uvrstiti v polfinale leta 1977, kot tudi na turnirjih za Odprto prvenstvo Avstralije v letih 1975 in decembra 1977. Na turnirjih za Odprto prvenstvo ZDA pa se ji je najdlje uspelo uvrstiti v četrti krog leta 1976. Na ženski teniški lestvici je najvišjo uvrstitev dosegla s tretjim mestom, ki ga je zasedla 20. marca 1977. Po koncu kariere se je zaposlila kot športna novinarka na BBC.

## Posamični finali Grand Slamov (1)

### Zmage (1)
| Leto | Turnir                    | Nasprotnica v finalu | Rezultat finala |
| 1976 | Odprto prvenstvo Francije | Renáta Tomanová      | 6–2, 0–6, 6–2   |